# Renato Fasano
Pour les articles homonymes, voir Fasano (homonymie).
Renato Fasano (Naples, 21 août 1902 - Rome, 3 août 1979) était un chef d'orchestre et musicologue italien, particulièrement associé au répertoire italien du XVIIIe siècle.

## Biographie
Renato Fasano étudie dans sa ville natale et fonde l'orchestre de chambre le « Collegium Musicum Italicum » en 1941, qui sera rebaptisé « I Virtuosi di Roma », puis le « Piccolo Teatro Musicale Italiano » en 1957.
Il dirige dans toute l'Italie, ainsi que dans les grandes capitales d'Europe et d'Amérique, il est responsable de nombreuses résurrections à la scène d'ouvrages de Galuppi, Cimarosa, Pergolesi, Paisiello, Cherubini, Rossini, etc., notamment Il filisofo di campagna, Il barbiere di Siviglia, Il Crescendo, La cambiale di matrimonio, Il Re Teodoro.

## Discographie sélective
- Gluck - Orfeo ed Euridice - Shirley Verrett, Anna Moffo, Judith Raskin - I Virtuosi di Roma - (RCA, 1965)

## Sources
- Harold Rosenthal, John Warrack, Roland Mancini et Jean-Jacques Rouveroux, Guide de l'opéra, Paris, Fayard, coll. « Les indispensables de la musique », 1995, 968 p. (ISBN 978-2-213-59567-2)
- Foto visite Afrique du Sud, Renato Fasano, Virtuosi di Roma 1971